# Wydział Budownictwa, Mechaniki i Petrochemii w Płocku
Wydział Budownictwa, Mechaniki i Petrochemii w Płocku − wydział zamiejscowy Politechniki Warszawskiej. 
Istnieje od 1983 roku, został utworzony na podstawie zarządzenia Ministra Nauki, Szkolnictwa Wyższego i Techniki przekształcającego Filię Politechniki Warszawskiej w Płocku w Wydział Budownictwa i Maszyn Rolniczych. Obecna nazwa obowiązuje od 1 października 1997 roku.
Wydział ma strukturę instytutową. W jego skład wchodzą:
- Instytut Budownictwa,
- Instytut Chemii,
- Instytut Inżynierii Mechanicznej.

Ponadto w skład Wydziału wchodzą inne mniejsze jednostki zapewniające dydaktyczną obsługę przedmiotów ogólnych:
- Zespół Lektorów,
- Zespół Matematyki, Informatyki i Fizyki,
- Zespół Wychowania Fizycznego i Sportu.

Od listopada 2004 r. w strukturze organizacyjnej Wydziału działa Centrum Doskonałości CERED - Redukcja wpływu przemysłu przetwórczego na środowisko naturalne. Jest to jedno z 80 centrów doskonałości, które w postępowaniu konkursowym w 2004 r. uzyskały akceptację Komitetu Badań Naukowych.
Organem kolegialnym Wydziału Budownictwa, Mechaniki i Petrochemii jest Rada Wydziału grupująca wszystkich profesorów i doktorów habilitowanych zatrudnionych na Wydziale oraz wybranych przedstawicieli innych grup pracowników i studentów. Radzie Wydziału przewodniczy Dziekan.

## Kierunki studiów
- siedmiosemestralne studia stacjonarne i niestacjonarne zaoczne pierwszego stopnia (inżynierskie) na kierunkach Mechanika i budowa maszyn, Technologia chemiczna oraz Przemysłowe zastosowania informatyki,
- ośmiosemestralne studia stacjonarne i niestacjonarne zaoczne pierwszego stopnia (inżynierskie) na kierunkach Budownictwo oraz Inżynieria środowiska,
- trzysemestralne studia stacjonarne i niestacjonarne zaoczne drugiego stopnia (magisterskie),
- dwusemestralne studia podyplomowe,
- kursy i szkolenia.